# Silent city
Silent City er en dokumentarfilm fra 1995 instrueret af Jesper Rasmussen efter eget manuskript.

## Handling
En eksperimenterende kortfilm uden dramatik og handling i traditionel forstand. Man ser ingen mennesker, kun de uanselige spor af deres tilstedeværelse i en række rum og lokaliteter, som kameraet undersøger i glidende bevægelser. De tomme rum er skildret dokumentarisk; kun et enkelt element af iscenesættelse pirrer nysgerrigheden: Noget er skjult bag hvide lagner. Filmen er også en hilsen til maleren de Chirico fra instruktøren, der laver ruminstallationer, tidligere bl.a. med kunstnergruppen Solkorset.